# 昆明王家墩遗址
昆明王家墩遗址，是位于中华人民共和国云南省昆明市碧鸡街道王家墩村旁滇池的一处遗址。

## 特点
1977年，该遗址发现于滇池西岸王家墩旁，原系螺壳堆积，面积约4万平方米。1979年3月，云南省文物工作队进行试掘。同年4月，在遗址范围内发现排列整齐的木桩（干栏式建筑遗物）和两处贝丘堆积。采集到的器物有有肩石斧、无肩石斧、石镯、夹砂陶片、铜渣、鹿角及兽骨，考证为新石器时代晚期遗址。另在废品收购站征集到两件来源这一区域的铜器（分别为长条形实心无銎两面有段铜锛、带耳方内直援圭首铜戈）。1986年退耕还湖，遗址被湖水淹没。

## 图片

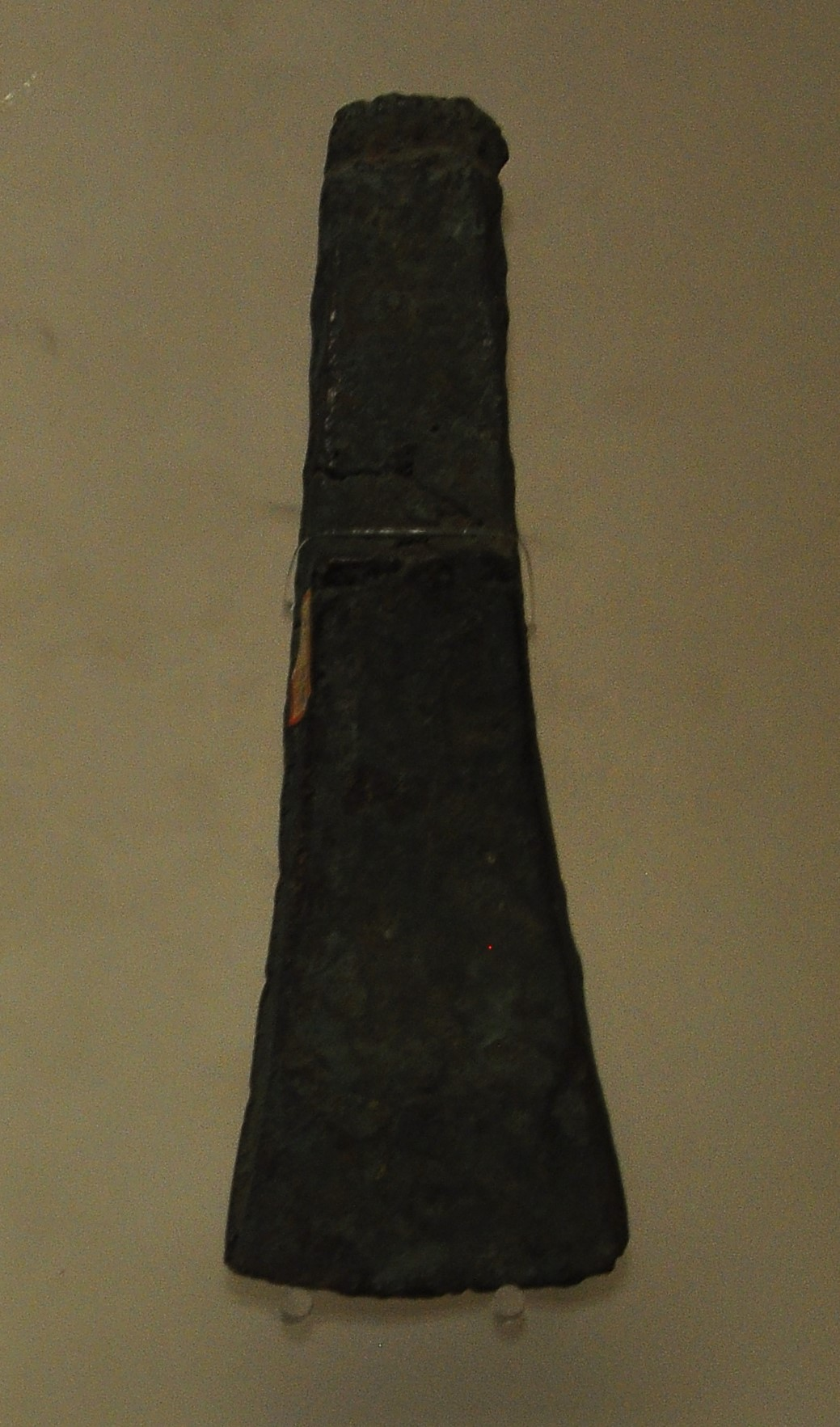
昆明王家墩遗址出土的铜锛，藏于云南省博物馆